# ハンガー・ゲーム2 燃え広がる炎
『ハンガー・ゲーム2 燃え広がる炎』（原題: Catching Fire）は、アメリカの作家スーザン・コリンズによるヤングアダルト小説。本書は3部作の第2作目であり、2010年には最終作『ハンガー・ゲーム3 マネシカケスの少女』（Mockingjay）が発売された。

## 映画化
本作を原作とした『The Hunger Games: Catching Fire』がフランシス・ローレンス監督により2012年9月に撮影が開始され、2013年11月22日に公開された。さらにその続編の『Mockingjay』は前後編に分けて製作され、前編が2014年11月21日、後編が2015年11月20日に公開された。